# Sušak, Reka
Sušak (italijansko Sussak) je nekdanje samostojno mesto in dandanašnji del mesta Reke na Hrvaškem, ki leži vzhodno od reke Rječine.

## Zgodovina
Sušak je nastal kot manjše naselje ob gradnji Karolinske ceste med Karlovcem in Bakrom v 18. stoletju.
Ob koncu 18. stoletja je območje Sušaka, Trsata, Drage in Vežice spadalo v bakarski kotar. V času francoske uprave med letoma 1809–1813 je upravno oblast nad območjem imel Reški magistrat, ki jo je obdržal do leta 1834, ko jo je po ukazu cesarja Franca II. moral vrniti Bakru. Leta 1874 se je bakarski municipij razdelil na več upravnih občin in ustanovljena je bila trsatska občina, ki ji je pripadalo področje Sušaka, Vežice in Trsata (zatem tudi Drage, Kostrene sv. Barbare in Kostrene sv. Lucije). Občinski sedež so leta 1877 preselili s Trsata na Sušak, ki je pet let zatem postal središče občine. V tem obdobju se je Sušak razvil iz podeželskega naselja v pravo mesto, dobil vodovod, javno razsvetljavo, zdravstvene, šolske in druge javne zgradbe.
Za mestno občino je bil Sušak proglašen novembra 1919 po ukazu kralja Petra I. Karađorđevića, v času italijanske okupacije Reke. Prve volitve mestnega zastopništva so se lahko izvedle šele leta 1923. Leta 1924 si je po Rimskem sporazumu Italija priključila Reko, Sušak pa je dokončno pripadel Kraljevini SHS. Leta 1941 je ustaška Neodvisna država Hrvaška prepustila Sušak Italiji. Po italijanski kapitulaciji je mesto 15. septembra 1943 postalo del nemške operativne cone Jadransko Primorje.
Jugoslovanska armada je osvobodila Sušak 21. aprila 1945. Po uveljavitvi Pariškega mirovnega sporazuma septembra 1947, po katerem je Reka pripadla Jugoslaviji, so se začela prizadevanja za združitev Reke in Sušaka. Mesti sta se uradno združili 12. februarja 1948.
Danes je Sušak razdeljen na naslednje krajevne odbore mesta Reke: Bulevard, Centar-Sušak, Draga, Gornja Vežica, Grad Trsat, Krimeja, Orehovica, Pašac, Pećine, Podvežica, Svilno, Sveti Kuzam in Vojak, ki so ob popisu 2011 imeli skupaj 31.195 prebivalcev.